# Barabra
Barabra es un término antiguo para los pueblos nubios del norte de Sudán y el sur de Egipto. La palabra se deriva originalmente de la palabra griega bárbaros (es decir, bereberes) que se deformaron a "barbarus" en romano. Originalmente fue utilizado por los griegos para describir a todos los extranjeros (personas no griegas)
- Datos: Q4858094